# Salvador Alonso
Salvador Alonso (Buenos Aires, 13 september 1974) is een Argentijns schaker met een FIDE-rating van 2457 in 2005 en rating 2512 in 2016; in januari 2013 bereikte hij de rating 2525. Hij is, sinds 2009, een grootmeester (GM). 
In september 2005 speelde hij mee in het toernooi om het kampioenschap van Argentinië en eindigde hij met 5 punten uit 9 ronden op de vierde plaats. 
Na in 2001 Internationaal Meester (IM) te zijn geworden, werd hij in oktober 2009 grootmeester. De grootmeesternormen behaalde hij tussen 2004 en  2009 op toernooien in Argentinië en   Chili.
Bij de Pan-amerikaanse teamkampioenschappen 2009 speelde hij voor Argentinië. Bij de Olympiade van Mercosur 2009 speelde hij aan bord 1 van het tweede team, dat op de derde plaats eindigde.
In 2012 won hij het ITT Programa de alto Rendimiento toernooi in Uruguay.
In januari 2016 won Alonso, met 1.5 pt. verschil met nummer twee, het  ITT CXG Marcel Duchamp Memorial toernooi.

## Externe koppelingen
- (en)   Informatie over schaakpartijen van Salvador Alonso op ChessGames.com
- (en)   Informatie over schaakpartijen van Salvador Alonso op 365chess.com
- (en)  FIDE-ratinggegevens voor Salvador Alonso